# 春のゆくえ
「春のゆくえ」（はるのゆくえ）は、日本の歌。作詞：山川啓介、作曲：鈴木邦彦、編曲：乾裕樹。

## 概要
1975年2月 - 3月、NHKの『みんなのうた』で紹介された。春になる度に去年の自分を思い出しつつ、成長していく少女をイメージした歌である。当時人気アイドルだった桜田淳子（当時16歳）が歌っており、歌詞には「15の少女」「花占い」といった、桜田淳子自身を髣髴させるような歌詞も折り込まれている。
『みんなのうた』において桜田淳子が唯一歌唱した曲でもあるが、同時期に紹介された『動物園へ行こう』（かまやつひろし）、『カッパのクィクォクァ』（一谷伸江、デューク・エイセス）、『いかつり唄』（五木ひろし）が、1年後の1976年2月 - 3月に再放送された際は本曲のみがはずれており、その後も再放送はされていない。桜田淳子名義での単独のレコード化・CD化もされておらず、現時点ではDVD版『みんなのうた』にも未収録のままである。だが、『みんなのうた』放送60周年を記念して、キングレコード・ソニー・ミュージックダイレクト・ポニーキャニオン・日本コロムビア・ビクターエンタテインメントの5社協力によって2021年5月19日に発売されたオムニバスCD『NHKみんなのうた 60 アニバーサリー・ベスト』のビクター版に収録、初放送されて46年にして初のCD化となった。